# Jan (historietista)
Juan López Fernández, más conocido como Jan (Toral de los Vados, 13 de marzo de 1939), es un historietista español, autor de varios personajes entre los que destacan Pulgarcito y Superlópez.

## Biografía

### Infancia y primeros pasos (1939-59)
Jan nació en la localidad berciana de Toral de los Vados, en la provincia de León, pero durante su niñez se trasladó con su familia a Cataluña, residiendo en la ciudad de Barcelona. Habiendo quedado completamente sordo desde los seis años, sus padres le alentaron desde el principio para que se dedicara al dibujo, en el que su carencia no suponía un problema. Después de estudiar delineación mecánica y trabajar en una fábrica de insignias y placas de metal, el autor comenzó a partir de 1956 a trabajar profesionalmente en los Estudios Macián como rotulista aprendiendo el oficio de animador, al mismo tiempo que realiza sus primeros trabajos en el mundo del tebeo colaborando con la revista Yumbo de Hispano Americana de Ediciones, en la que tuvo que imitar el estilo de Gin por imposición de la editorial. Estos trabajos los firmaba con el seudónimo de López.

### Estancia en Cuba (1959-69)
En 1959, al emigrar junto a su familia a Cuba, entra a trabajar en la Televisión Cubana en La Habana y más tarde en el ICAIC (Instituto Cubano de Arte e Industria Cinematográficos) como técnico asesor y dibujante animador, en el que se codeó con futuros grandes de la animación cubana como Juan Padrón. Compaginó estos trabajos con la realización de cómics en varias publicaciones juveniles tales como Pionero, Mella, Din Don o Muñequitos. En este país Jan firma sus trabajos con el seudónimo Juan José

### Un nuevo comienzo (1969-79)
Diez años después, de vuelta a Barcelona casado y con dos hijos, colabora en revistas como Gaceta Junior y Strong, continuando personajes como Lucas y Silvio, dos viajeros especiales, y creando Don Viriato, luego rebautizado como Don Talarico.
En 1973 recibirá el encargo por parte de Antonio Martín de realizar una obra que sirviera de parodia a Superman para una pequeña editorial barcelonesa llamada Euredit. La desarrolla a manera de tiras en formato apaisado y en blanco y negro, como chistes cortos y mudos, cuyo protagonista es un esbozo de su personaje más conocido: Superlópez.
En 1974 consigue colocarse en la editorial Bruguera gracias a Miguel Pellicer, al que conoció en los Estudios Macián, y con guiones propios, de Conti (que en la mayoría de los casos se negó a firmar o lo hizo con el seudónimo de Pepe) y de Jaume Ribera crea series como Doroteo y Felipe Gafe. Un año después se encarga ya de la Colección Cole-Cole, con guiones de Francisco Pérez Navarro (que por aquel entonces firmaba como Efepé), y de ilustrar historietas y troquelados sobre los personajes de dibujos animados más famosos de la televisión, como Heidi (1975-76), Marco (1977) y La Abeja Maya (1978).
En 1978, Bruguera le encarga un nuevo personaje para la editorial. Jan recupera a su personaje Superlópez para la ocasión, pero debido a las fuertes restricciones de la dirección renuncia a hacer los guiones, de los que se encargarán guionistas de la editorial entre los que se encuentran Conti o Pérez Navarro. Estas historias se caracterizan por estar realizadas en una página, con viñetas minúsculas y bajo la fuerte influencia de los recurrentes chistes del humor de la escuela Bruguera. Sus dos obras más ambiciosas de este año serán, sin embargo, Nosotros, los Catalanes y sobre todo Las aventuras de Pasolargo, producidas, bajo guiones de Pérez Navarro, con destino a la Editorial Plan y el suplemento Espolique.
Todavía en 1979 seguirá realizando colecciones variopintas como Buenos días, Yo Seré y adaptaciones de cuentos infantiles (El Príncipe Azul), pero ese mismo año una serie de cambios en la dirección de la editorial Bruguera, permitirán a ambos autores gozar de más libertad, comenzando a dar forma a la versión definitiva de Superlópez: historias de 62 o 48 páginas divididas en capítulos y con viñetas grandes en color, más próximas al modelo franco-belga que al español de entonces. Este personaje se convertirá en un referente a nivel nacional de las parodias de superhéroes estadounidenses.[cita requerida]

### La madurez (1980-1985)
Tras dos aventuras largas de Superlópez, Jan decide prescindir de los guiones de Efepé en 1980 y usar los suyos propios. Es entonces cuando las historias de Superlópez dejan de lado la parodia de superhéroes para meterse de forma progresiva en temáticas que más le interesan al autor. Jan iniciará sus guiones propios con historias humorísticas llena de detalles absurdos sobre la vida cotidiana de López (personalidad pública del personaje), combinándolo con elementos de ciencia ficción. Estos primeros números de los años ochenta serán los que den más fama al personaje y al autor y los más recordados por aquella generación que lo vio nacer.
En 1981, Bruguera pidió a varios autores la creación de una mascota para su revista Pulgarcito. Jan presenta a un niño homónimo que estaba inspirado en el famoso personaje de cuentos para niños pero traído a la época actual. Para sorpresa del autor, la dirección termina seleccionando a Pulgarcito. Ya que tanto el dibujo como los elaborados guiones y el entintado los realiza él mismo, y añadiendo que la periodicidad de la publicación es semanal, Jan se ve obligado a entregarse a un trabajo extenuante y a paralizar por completo la producción de Superlópez. Tras dos años trabajando en esta publicación, habiendo adaptado docenas de cuentos infantiles y escenarios de ciencia ficción, la serie es continuada durante un breve período por su hijo mayor Juanjo.
Ante la crisis económica desatada en Bruguera, Jan comienza a simultanearla con otras editoriales. Así, para Ediciones Druida crea los personajes Cab Halloloco y Los últimos de Villapiñas en 1982 y Lurgk de Turgk en 1983 para la revista Jauja, además de ilustrar la colección "Libros de lectura fácil y divertida" en la que sustituye algunas palabras por imágenes para facilitar la lectura a los más pequeños.
En 1984 publica Viceversa, Trotacosmos De Ida y Vuelta en la revista Rumbo Sur y el cómic erótico «Laszivia» en A tope de Norma Editorial. Un año después, quedaba finalista en los Premios Haxtur en las categorías "Mejor historieta corta" por Viceversa y "Mejor dibujo" por Viceversa y Superlópez.

### Después de Bruguera (1986-)

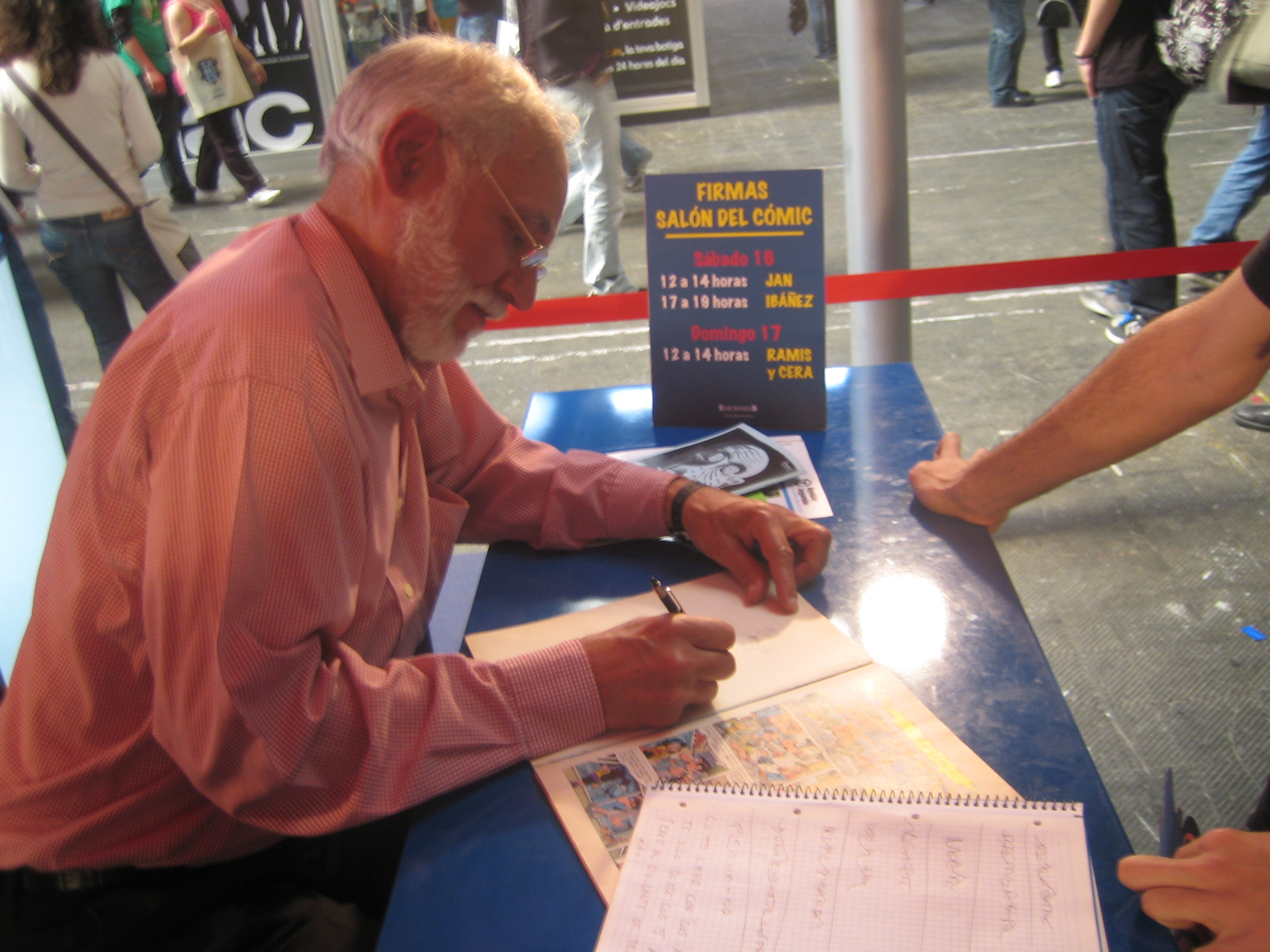
Jan en el Salón del Cómic de Barcelona 2011

En 1986 cierra Bruguera, hasta entonces la editorial más importante de España, por lo que tanto Jan como el resto de sus autores pasan una mala época en la que algunos se plantean incluso la posibilidad de abandonar la profesión. Este es el caso de Jan, quien trabaja como animador de los Estudios Equip en series como Mofli, el último koala (1986), dirigida por Jordi Amorós.

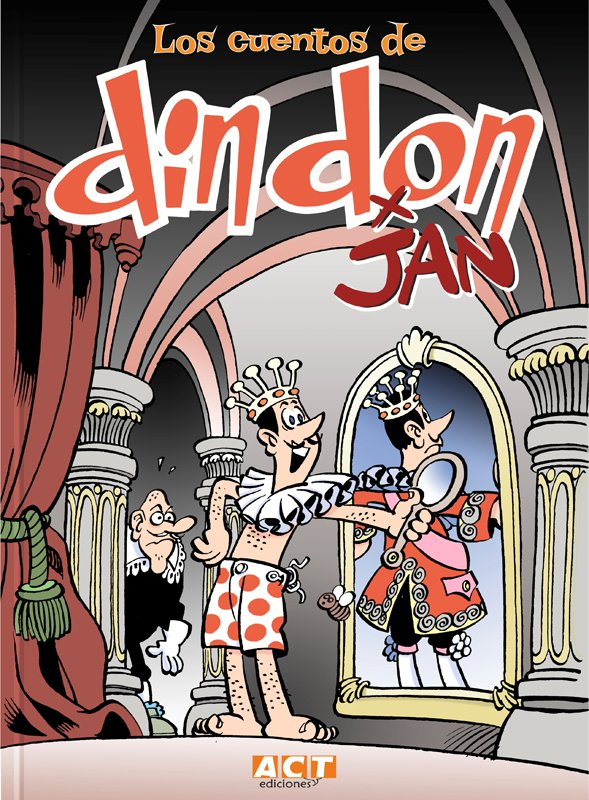
Los cuentos de Din Don (2015)

Al año siguiente, sin embargo, el grupo Zeta adquiere el fondo editorial de Bruguera y a través de su sello Ediciones B relanza la revista Superlópez, con lo que Jan puede retomar la serie, dando a partir de entonces más importancia a las historias que le interesa contar que al personaje, llevándole a través de viajes turísticos muy documentados, protagonizando adaptaciones de clásicos como Viaje al centro de la Tierra o la Divina Comedia, haciendo crítica de la sociedad contemporánea (sectas, dictaduras, tráfico de inmigrantes, guerras, consumismo, etc.) y alternando todo esto con algunas historias de ciencia ficción. A día de hoy Superlópez es el único personaje de Jan que sigue gozando de continuidad, con más de 50 números a su espalda, aventuras infantiles de dos mellizos incluidas, y una actual periodicidad semestral.
Jan no deja, sin embargo, de crear esporádicamente otras historietas, como Superioribus (1988-89) para Forum; Fechas mágicas (1990) con guion de Miguel Ángel Nieto; las parodias Si fuera... y Phillip Marlobatón con el seudónimo de Pikágoras y guion de Jaume Ribera para las revistas ¡Al Ataque! (1993) y El Chou (1994), Los gemelos Superlópez (1994-1996), versión infantil de su serie estrella, o Pun Tarrota (2000) y Supertron (2002) para ¡Dibus! y DibuComics. En ese último año empieza a colaborar con la revista Amaníaco, publicando las series Situaciones Insólitas (2002-2003) y, con guiones de Raúl Deamo, Días Moscosos (2008). También adapta el personaje Tadeo Jones de Enrique Gato en los álbumes Tadeo Jones y el Secreto de Toactlum (2008) y El Rally París-Paká (2010), que cuentan con guiones propios y de otros autores. En septiembre de 2011 publica su última obra Cederrom, un antiguo proyecto que tenía el historietista, pero que no pudo cuajar.
En mayo de 2002 recibe el Gran Premio del Salón del Cómic de Barcelona que reconoce toda su trayectoria profesional y en 2005 le es otorgado el Premio Ivà por el Ayuntamiento de Cornellá de Llobregat (Barcelona). El 28 de diciembre de 2012 se anunció que se otorgaba a Jan la Medalla de Oro al Mérito de las Bellas Artes concedida por el Ministerio de Cultura, a la que renunció el 31 de diciembre del mismo año por «ética personal», debido a las «circunstancias sociales y políticas actuales». Se adhirió a la causa independentista del proceso soberanista catalán de 2017, realizando viñetas de "Superlópez del SÍ", en las que el personaje de Jan mostraba su apoyo al referéndum de independencia y a la separación de Cataluña como estado (el autor ya había revelado previamente que "Cataluña es una nación con historia, lengua y cultura propias").
En febrero de 2022, la editorial bruguera publicó el último título de las aventuras de "Superlópez" con la obra titulada genericamente "Sueños frikis".

## Estilo
Según Francisco Tadeo Juan, el autor tiene un «talento congénito, es un creador gráfico con lo que se le pide al Humor, y consigue atraerse al público sin grosería alguna».

## Obra
| Años      | Título                                    | Guionista                      | Tipo                 | Publicación                          |
| --------- | ----------------------------------------- | ------------------------------ | -------------------- | ------------------------------------ |
| 1969      | ¡¡Abradacabraaaaaaaa!!, el genio          |                                | Serie                | Gaceta Junior                        |
| 1970      | Don Viriato Don Talarico                  |                                | Serie                | Din Dan, Strong (1971)               |
| 1970      | Sicodelic Hood                            |                                | Serie                | Gaceta Junior, Piñón (1972)          |
| 1970      | Dulce Edad Media                          |                                | Serie                | Gaceta Junior, La Vanguardia         |
| 1970      | Los Hermanos Rengifo                      |                                | Serie                | Gaceta Junior                        |
| 1971      | Lucas y Silvio                            |                                | Serie                | Strong, Piñón, Patufet               |
| 1971      | El último vampiro                         |                                | Serie                | Trinca                               |
| 1971      | Don Juan Poca Cosa                        |                                | Serie                | Trinca                               |
| 1971      | Tax i Taxi                                |                                | Serie                | L'Infantil-Tretzevents               |
| 1971      | Don Talarico                              |                                | Monografía           | Argos                                |
| 1973      | Los maravillosos viajes de Lucas y Silvio |                                | Monografía           | Euredit: Maxi Álbum                  |
| 1973      | Superlópez                                | Jan                            | Monografía           | Euredit: Humor Siglo XX, núm. 1      |
| 1974      | Doroteo                                   |                                | Serie                | Tío Vivo                             |
| 1974      | Felipe Gafe                               | Jan, Conti                     | Serie                | Tío Vivo, etc.                       |
| 1974      | Superlópez                                | Conti, Francisco Pérez Navarro | Serie                | Tío Vivo, etc.                       |
| 1978      | Nosotros, los catalanes                   | Francisco Pérez Navarro        | Monografía           | Plan                                 |
| 1979      | La Tierra es nuestro planeta              |                                | Monografía           | Bruguera                             |
| 1979      | El urbanismo feroz                        |                                | Monografía colectiva | Álbumes Butifarra                    |
| 1981      | Pulgarcito                                |                                | Serie                | Pulgarcito                           |
| 1982      | Los últimos de Villapiñas                 | Oli, José García Soler         | Serie                | JAuJA                                |
| 1982      | Cab Halloloco                             |                                | Serie                | JAuJa                                |
| 1984      | Laszivia                                  |                                |                      | A tope                               |
| 1984      | Viceversa. Trotacosmos de ida y vuelta    |                                | Serie                | Rumbo Sur                            |
| 1984      | Gas y su mundo gaseoso                    | Jan                            | Un episodio          | Guai! 085 (1987), Tebeos S.A.        |
| 1984      | Summa y Sigue                             | Jan                            | Un episodio          | Guai! 107 (1988). Tebeos S.A.        |
| 1988-89   | Superioribus                              |                                | Serie                | Comics Forum                         |
| 1990      | Fechas mágicas                            | Miguel Ángel Nieto             |                      |                                      |
| 1990      | Lurgk de Turgk                            | Jan                            | Serie                | Yo y Yo (segunda época), Tebeos S.A. |
| 1993      | Si fuera...                               | Jaume Ribera                   |                      | ¡Al Ataque!                          |
| 1994      | Phillips Marlobatón                       | Ramis, Jaume Ribera            | Serie                | ¡¡El Chou!!                          |
| 1994      | Parodias de TBO                           | Ramis                          | Serie                | TBO                                  |
| 1995-1996 | Los gemelos de Superlópez                 |                                | Serie                | Zipi y Zape                          |
| 2000      | Pun Tarrota                               |                                | Serie                | ¡Dibus!                              |
| 2002      | Supertron                                 |                                | Serie                | DibuComics                           |
| 2002-2003 | Situaciones Insólitas                     |                                | Serie                | Amaníaco                             |
| 2008      | Días Moscosos                             | Raúl Deamo                     | Serie                | Amaníaco                             |
| 2008      | Tadeo Jones y el Secreto de Toactlum      |                                | Monografía           |                                      |
| 2010      | El Rally París-Paká                       |                                | Monografía           |                                      |
| 2011      | Cederrom                                  |                                | Monografía           |                                      |

## Valoración y premios

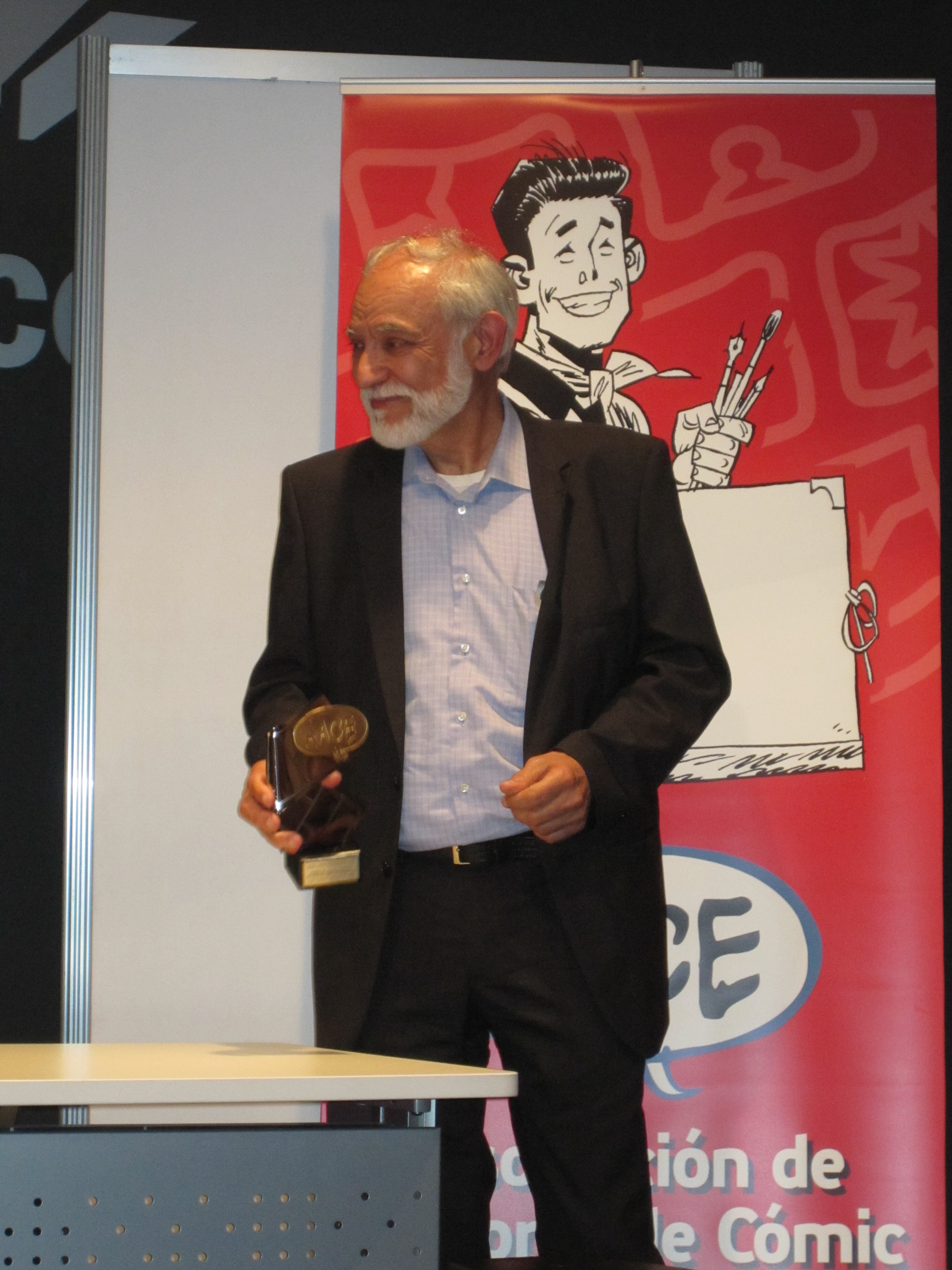
Entrega a Jan del Premio en reconocimiento a toda una carrera profesional en el cómic, de la AACE.

A lo largo de su trayectoria, Jan ha recibido los siguientes premios:
- Finalista en los Premios Haxtur del año 1985 en las categorías "Mejor historieta corta" por Viceversa y "Mejor dibujo" por Viceversa y Superlópez.[14]
- Gran Premio del XX Salón Internacional del Cómic de Barcelona, en el año 2002.[3]
- Premio Ivà 2005.[15]
- Premio de honor de Imaginamálaga 2007.[16]
- XXXV Premio Diario de Avisos 2011 a la totalidad de su obra de humor.[17]
- Premio a toda una carrera profesional en el cómic de la AACE, en el año 2012.[18]
- Homenaje del XII Salón del Cómic de Getxo en 2013.[19]
- Botillo de Oro 2014.[20]
- Premio al Mejor Dibujante 2014 en la XV Semana Internacional de Cine Fantástico de la Costa del Sol.[21]
- Premio Junceda de honor 2014, otorgado por la APIC.[22]
- Premio especial 2018 por una carrera profesional dedicada al cómic en las IX jornadas Autores en Viñetas, organizadas por la asociación Carmona en Viñetas.[23]